# Sinagoga vecchia di Essen
La Sinagoga vecchia di Essen, costruita nel 1913 in stile Art Nouveau, è una delle pochissime sinagoghe monumentali tedesche ad essere sopravvissuta alle distruzioni del periodo nazista. Si trova ad Essen, città della Renania Settentrionale-Vestfalia in Germania. Restaurata nelle sue forme originarie negli anni Ottanta, è oggi attivo centro culturale ed attrazione turistica.

## Storia

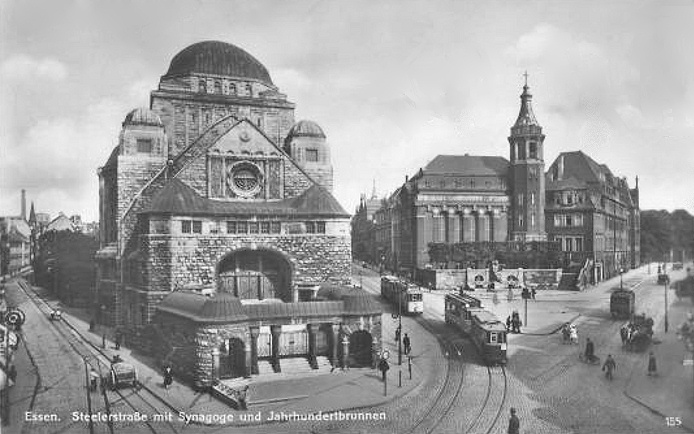
La sinagoga in una foto del 1922

L'incremento della popolazione ebraica a Essen richiese agli inizi del Novecento l'edificazione di un nuovo, più ampio luogo di culto.
Costruita tra il 1911 e il 1913 in stile Art Nouveau su progetto dell'architetto Edmund Körner, la sinagoga voleva simboleggiare la piena integrazione degli ebrei nella società tedesca. Il suo spazioso interno poteva contenere oltre 1.500 persone. Adiacenti alla sinagoga era tutti i servizi di una moderna comunità: sale di riunione, segreteria, appartamenti per i rabbini, una biblioteca.
Per 25 anni la sinagoga servì ai bisogni della locale comunità ebraica di rito riformato di quasi 5.000 persone. Con l'ascesa al potere di Hitler la situazione si fece sempre più difficile. La notte del 9-10 novembre 1938 ("Kristallnacht") la sinagoga, al pari delle altre sinagoghe della Germania tutta, fu incendiata dai nazisti. I danni furono ingenti ma limitati al solo interno. La robusta struttura in cemento armato resistette ad ogni tentativo di demolizione. La sinagoga sopravvisse anche ai pesanti bombardamenti della seconda guerra mondiale.
Dal 1945 al 1959 la sinagoga rimase ancora inutilizzata. La comunità ebraica locale, decimata dall'Olocausto, non era in grado né di utilizzarla né di mantenerla. Fu dapprima usata una sala nell'adiacente Rabbinerhaus, finché il 29 ottobre 1959 fu inaugurata la Sinagoga nuova di Essen, le cui piccole dimensioni meglio si confacevano ai bisogni della comunità.

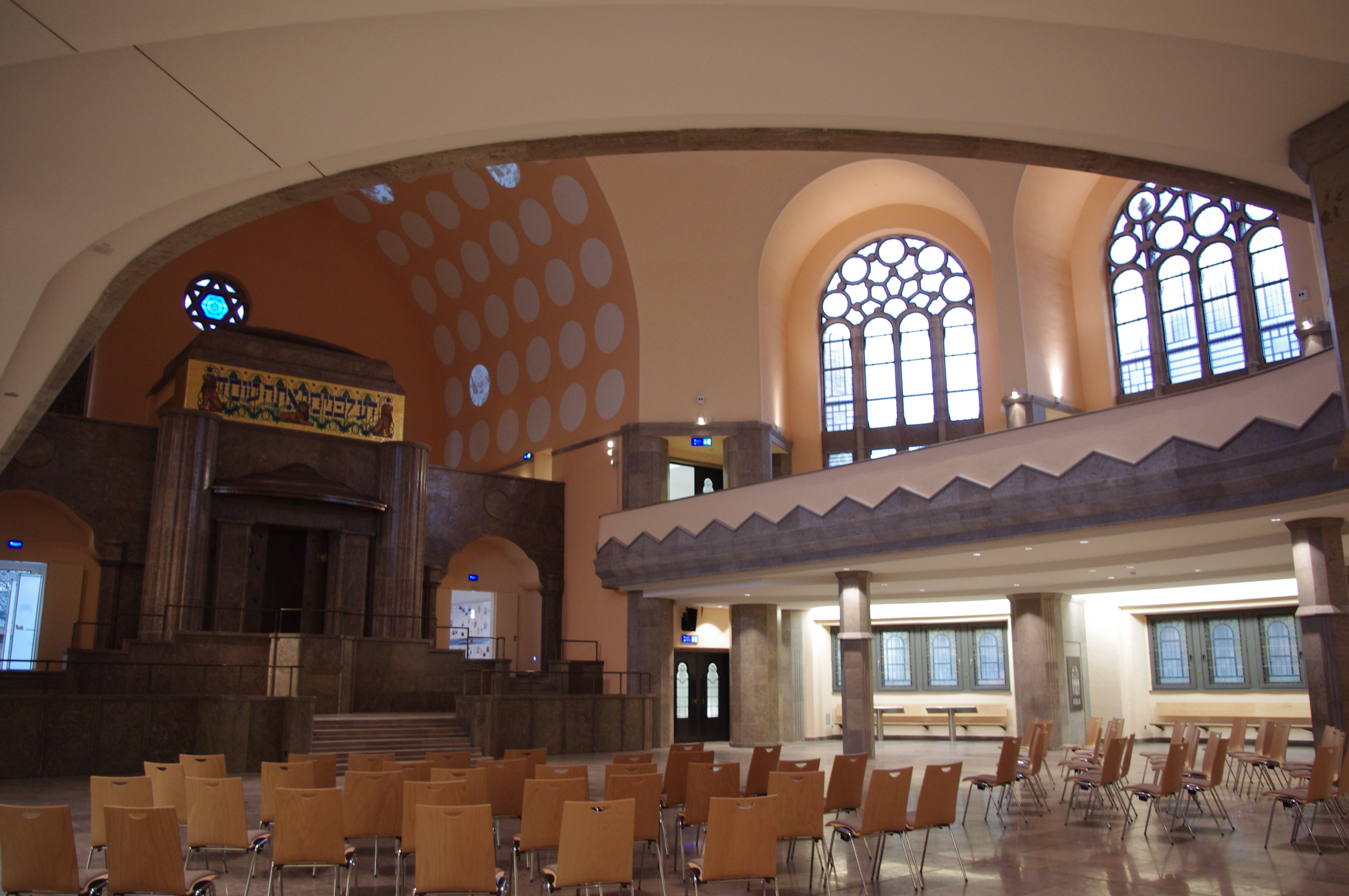
L'interno della sinagoga restaurata

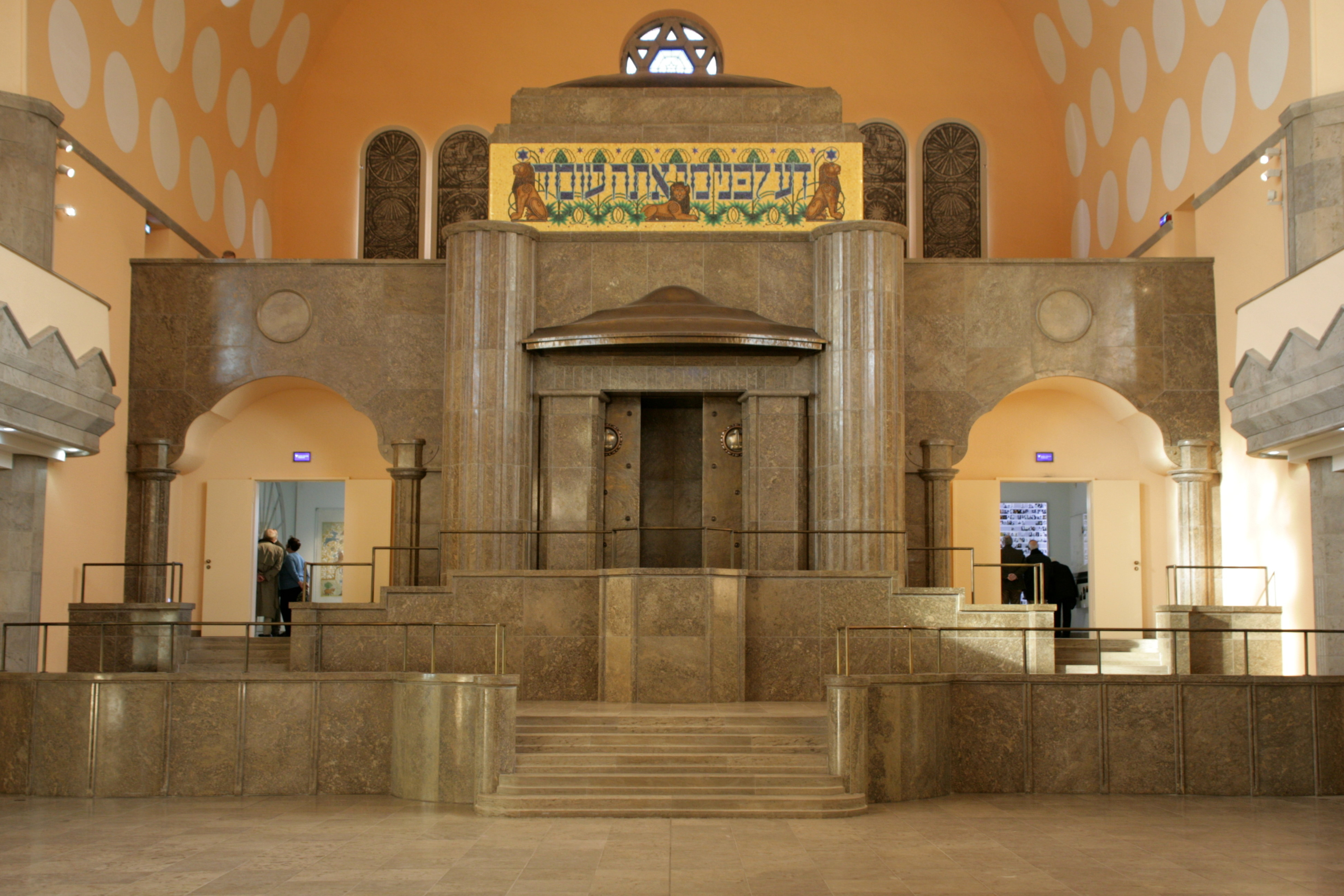
Il tabernatolo con l'aron

Con l'apertura della nuova sinagoga, la proprietà della grande sinagoga fu ceduta alla città di Essen. Nel 1960-61 l'edificio fu ristrutturato e l'interno frazionato per accogliere un museo del design industriale. Nel 1979 un incendio devastò il museo. A   quel punto si decise di riportare l'edificio alle sue forme originarie; il complesso restauro fu compiuto tra il 1986 e il 1988. Dal 2010 la sinagoga è un museo e un attivo centro culturale ebraico dove si tengono incontri e concerti, nonché una frequentata attrazione turistica per l'intera città di Essen come una delle testimonianze architettoniche più grandi e meglio conservate della cultura ebraica prebellica in Germania.